# Everybody Dance (Clap Your Hands)
Everybody Dance (Clap Your Hands) är en låt framförd av Deborah Cox, släppt på Decca Records den 21 augusti 2007. Låten spelades in tillsammans med en gospelkör i Miami. Vem som komponerade musikstycket är för tillfället okänt. Remixversioner skapades av Tony Moran & Warren Rigg och Offer Nassim. Sången är en av flera musiksinglar som Cox spelat in och gett ut som enskilda verk, utan att tillhöra något album, för att på så vis bibehålla en kommersiell status mellan sina albumutgivningar. 
Även om "Everybody Dance" aldrig marknadsfördes nådde den stor framgång på Billboards danslista Dance/Club Play Songs där den klättrade till en 17:e plats och sammanlagt låg 12 veckor på listan. 

## Format och innehållsförteckningar
- Domestic CD Single [5]

1. "Everybody Dance" - Tony Moran & Warren Rigg Radio (3:50)
2. "Everybody Dance" - Offer Nissim Radio (4:33)
3. "Everybody Dance" - Tony Moran & Warren Rigg Mixshow (5:21)
4. "Everybody Dance" - Offer Nissim Mixshow (6:31)
5. "Everybody Dance" - Tony Moran & Warren Rigg Club (8:38)
6. "Everybody Dance - Offer Nissim Club (8:52)
7. "Easy As Life - Offer Nissim Club Remix (7:32)
8. "House Is Not a Home" - Tony Moran & Warren Rigg Unreleased Destroy U Mix (11:11)

- Digital nedladdning[1]

1. "Everybody Dance" - Tony Moran & Warren Rigg Radio (3:50)
2. "Everybody Dance" - Offer Nissim Radio (4:33)
3. "Everybody Dance" - Tony Moran & Warren Rigg Mixshow (5:21)
4. "Everybody Dance" - Offer Nissim Mixshow (6:31)
5. "Everybody Dance" - Tony Moran Club (8:38)
6. "Everybody Dance - Offer Nissim Club (8:52)
7. "Easy As Life - Offer Nissim Club (7:32)